# Kojonup
Kojonup è una città situata nella regione di Great Southern, in Australia Occidentale; essa si trova 250 chilometri a sud-sud-est di Perth ed è la sede della Contea di Kojonup. Al censimento del 2006 contava 1.122 abitanti.